# Каштела
Ка́штела (хорв. Kaštela, порт. Castela) — городская агломерация в центральной части Хорватии, в жупании Сплит-Далмация.
Она состоит из семи городков, расположенных вдоль побережья Адриатического моря от города Сплит до города Трогир между морем и Адриатическим шоссе; однако в административном плане считается единым городом.
Население — 34 103 чел. (2001).

## Общие сведения
Kaštela в хорватском языке — множественное от kaštel — замок, крепость. Каштела состоит из семи населённых пунктов:
- Каштел Гомилица (Kaštel Gomilica) — 4 075 чел. (2001)
- Каштел Камбеловац (Kaštel Kambelovac) — 4 505 чел.
- Каштел Лукшич (Kaštel Lukšić) — 4 880 чел.
- Каштел Нови (Kaštel Novi) — 5 309 чел.
- Каштел Стари (Kaštel Stari) — 6 448 чел.
- Каштел Сучурац (Kaštel Sućurac) — 6 236 чел.
- Каштел Штафилич (Kaštel Štafilić) — 2 650 чел.

Город протянулся почти на 20 километров вдоль моря, на их протяжении набережные чередуются с пляжами. Из достопримечательностей стоит отметить несколько прекрасно сохранившихся дворцов венецианского периода. Есть несколько промышленных предприятий. Рядом с городом находится международный аэропорт города Сплит.

## История
Каштела была основана греками, как порт близ города Салона (Сплит), но уже во времена Римской империи потеряла своё значение как грузовой порт и стала курортным местом, где, в частности, селились римские ветераны.
После распада империи город многократно переходил из рук в руки, разделяя судьбу соседних Сплита и Трогира, пока наконец не оказался в составе Венеции в 1420 г.
В венецианский период богатыми семьями в городе было построено множество дворцов, некоторые из них сохранились до наших дней.
В XV и XVI веках на 16-километровой прибрежной полосе было построено 13 крепостей для защиты от турок, до наших дней сохранились только семь из них, образовавших и давших имя городу Каштела (хорв. Kaštel — крепость, укрепление).
В настоящее время город из-за близости крупного промышленного Сплита отчасти потерял своё курортное значение.

## Достопримечательности
- Крепость Стафилео (1508) построена в Каштеле Штафилич для защиты от турок.
- Дворец Чипико (1512) — Каштел Нови.
- Дворец Виттури (1564) — Каштел Лукшич.
- Дворец Камби (1517) — Каштел Камбеловац
- оливковое дерево возрастом более 1500 лет
- Библейский сад — парк, в котором растут многие растения, упомянутые в Библии. Его украшают многочисленные творения хорватских скульпторов
- церковь Иоанна Крестителя в стиле барокко